# Melipotis simplex
Melipotis simplex là một loài bướm đêm trong họ Erebidae.